# Nesolestes robustus
Nesolestes robustus är en trollsländeart som beskrevs av Aguesse 1968. Nesolestes robustus ingår i släktet Nesolestes och familjen Megapodagrionidae. Inga underarter finns listade i Catalogue of Life.